# Associazione Sportiva Pescara 1969-1970
Questa voce raccoglie le informazioni riguardanti l'Associazione Sportiva Pescara nelle competizioni ufficiali della stagione 1969-1970.

## Rosa
| N. |                   | Ruolo | Calciatore            |
| -- | ----------------- | ----- | --------------------- |
|    | Italia (bandiera) | A     | Antonio Bonaldi       |
|    | Italia (bandiera) |       | Cammelli              |
|    | Italia (bandiera) | C     | Angelo Carrano        |
|    | Italia (bandiera) | D     | Rino Ceccardi         |
|    | Italia (bandiera) | D     | Bruno Cicogna         |
|    | Italia (bandiera) | D     | Renato Cressoni       |
|    | Italia (bandiera) | A     | Gianfranco De Marchi  |
|    | Italia (bandiera) | A     | Renzo Di Carlo        |
|    | Italia (bandiera) | C     | Rodolfo Di Federigo   |
|    | Italia (bandiera) | A     | Leonardo Di Francesco |
|    | Italia (bandiera) | C     | Alfredo Gabriellini   |

| N. |                   | Ruolo | Calciatore            |
| -- | ----------------- | ----- | --------------------- |
|    | Italia (bandiera) | C     | Giancarlo Hellies     |
|    | Italia (bandiera) | P     | Domenico Lamia Caputo |
|    | Italia (bandiera) | A     | Edoardo Miscia        |
|    | Italia (bandiera) | D     | Gianni Palanca        |
|    | Italia (bandiera) | C     | Edmondo Prosperi      |
|    | Italia (bandiera) | D     | Ampelio Simeoni       |
|    | Italia (bandiera) | A     | Gaetano Stellone      |
|    | Italia (bandiera) |       | Gino Tagliolini       |
|    | Italia (bandiera) | D     | Pasquale Tancredi     |
|    | Italia (bandiera) | P     | Giuseppe Ventura      |